# Wełyka Medwediwka (rejon szepetowski)
Wełyka Medwediwka (ukr. Велика Медведівка, hist. pol. Medwedówka Wielka) – wieś na Ukrainie, w obwodzie chmielnickim, w rejonie szepetowskim, w hromadzie Sudyłków. W 2001 liczyła 620 mieszkańców, spośród których 608 wskazało jako ojczysty język ukraiński, 11 rosyjski, a 1 bułgarski.